# Mausolo
Mausolo (¿-353 a. C.) fue sátrapa de Caria desde 377 a. C. hasta 353 a. C.

## Contexto histórico
Mausolo era hijo de Hecatomno, aristócrata que había obtenido en 392 a. C. la satrapía de Caria de manos de Artajerjes II. Aunque Hecatomno había pensado en una posible rebelión, siempre fue fiel al rey persa, por lo que no había razón para negarle a su hijo el derecho a sucederle. Se conoce muy poco de la juventud de Mausolo, aunque es bastante seguro que conoció al rey de Esparta Agesilao II.

## Gobierno
Cuando Mausolo se convirtió en sátrapa en 377 a. C., el imperio aqueménida estaba envuelto en dos graves conflictos. Por un lado, Egipto se había independizado y Artajerjes quería recuperarlo; por otro, la tribu de los cadusianos amenazaba en el norte. Esto dio libertad a los sátrapas del Asia Menor, y algunas ciudades griegas temieron que el nuevo sátrapa de Caria quisiera expandir sus dominios hacia el oeste.
Mausolo mudó la corte de Milasa a Halicarnaso entre 370 a. C. y 365 a. C. La ciudad fue fortificada con murallas y la población aumentó. Los edificios más famosos eran la tumba que el sátrapa mandó construir cerca del mercado, conocida como Mausoleo (que fue reconocida como una de las Siete Maravillas del Mundo Antiguo, hasta el punto de que este término se usa hoy en día para referirse a grandes tumbas) y el majestuoso Anfiteatro de Halicarnaso.
En 367 a. C., el sátrapa de la Frigia Helespóntica Ariobarzanes se sublevó. Se envió un ejército persa contra él al mando de Mausolo y Autofradates de Lidia. Se aisló al rebelde y se le sitió, pero cuando Agesilao irrumpió en Asia Menor al frente de un ejército mercenario en apoyo de Ariobarzanes, ocurrió algo muy extraño: Mausolo entregó dinero y regalos al espartiata y dejó el asedio. Es posible que Mausolo quisiera evitar la entrada de Agesilao en Caria o ganarse la posibilidad de contratar mercenarios en el futuro.

## Rebelde e inteligente
Sea cual fuere la razón, la verdad es que Mausolo se unió a lo que se ha denominado la Rebelión de los sátrapas, una serie de rebeliones que nunca llegaron a amenazar seriamente la estabilidad del imperio. En uno u otro momento, aparte de Ariobarzanes y Mausolo, Datames de Capadocia, Orontes I de Armenia y el mismo Autofradates se sumaron a la rebelión, recibiendo incluso apoyo de los faraones Nectanebo I, Teos y Nectanebo II.
Poco después de 360 a. C. se restableció el orden, y cuando Artajerjes III sucedió a su padre en la primavera de 358 a. C., nada tenía que temer ya de los sátrapas. Escogió ignorar el comportamiento de Mausolo, que había pasado inteligentemente de ser de los últimos a unirse a la rebelión (conquistando parte de Lidia, Jonia e islas vecinas) a los primeros en cambiar de nuevo de bando traicionando a sus aliados (por lo cual fue recompensado con la anexión de parte de Licia). Y a pesar de que Mausolo tuvo que aceptar la presencia de una guarnición persa en Halicarnaso, actuó más o menos como gobernador independiente, razón por la cual se le llama rey en algunas fuentes. De hecho actuó como si lo fuera sellando tratados con ciudades como Cnosos y nombrando a carios para posiciones que hasta ese momento habían sido ocupadas por persas.

## Política exterior
En 357 a. C. ayudó a los aliados atenienses que se habían rebelado contra su metrópoli en lo que se llamó la Guerra Social. Atenas fue derrotada en una imponente y decisiva batalla naval. Algunos de esos aliados, Quíos, Cos, Bizancio y Rodas, pasaron a estar bajo control directo de Mausolo. Se desconoce por qué Mausolo prestó ayuda, pero es posible que recibiera la orden de Artajerjes III de intentar que los griegos se sublevaran. Esto dio la oportunidad al rey persa de atacar Egipto, expedición que acabó en desastre.
El resultado fue que Mausolo era sátrapa de Caria, pero también un gobernante independiente que controlaba algunas ciudades griegas e islas. Las ciudades griegas tenían más o menos autonomía, pero eran visitadas regularmente por inspectores. Este modelo, que había sido desarrollado por los persas ("el ojo del rey") y era utilizado también por los atenienses (episkopos), fue copiado por algunos gobernantes.
Mausolo falleció en 353 a. C. Fue sucedido por su esposa (y también hermana) Artemisia, quien invitó a los grandes artistas griegos de mediados del siglo IV a. C. a que acudieran a la capital de Caria para decorar el Mausoleo. Arquitectos, como Sátiro y Piteo, y escultores, como Escopas, Leocares, Briaxis y Timoteo, acabaron la tumba después de la muerte de Artemisia.